# Eremobia pseudotrachea
Eremobia pseudotrachea là một loài bướm đêm trong họ Noctuidae.